# Laima Vaikule
Laima Vaikule (Cēsis, 31 marzo 1954) è una cantante lettone, già sovietica.

## Discografia

### Album in studio
- 1987 – Laima Vaikule
- 1992 – Pesni Rajmonda Paula
- 1993 – Tango
- 1996 – Ja vyšla na Pikadilli
- 1996 – Viss nāk un aiziet...
- 1998 – Latinsij kvartal
- 1999 – Zerkalo
- 2012 – Samoe glavnoe...
- 2013 – Atkal mājās

### Raccolte
- 1995 – Vernisaž
- 1995 – Ach, vernisaž, ach, vernisaž (con Valerij Leont'ev)
- 2000 – Lučšie pesni
- 2002 – Imena na vse vremena
- 2005 – O čёm pianist?
- 2013 – Pervyj sezon. Vos'midesjatye
- 2019 – Leģendas

### Singoli
- 1987 – Eščё ne večer/Charlie/Nočnoj kostёr
- 1993 – Breakin' Away
- 2000 – Granatovye zёrna
- 2003 – Dolёkoe parižskoe radio
- 2006 – Čto manit pticu
- 2006 – Lunnyj bljuz
- 2006 – Avarija
- 2013 – Proščanie slavjanki
- 2013 – Vilcieni
- 2014 – Dolgoždannyj
- 2015 – Poezda
- 2015 – Dikoe tango
- 2016 – Latinskij kvartal
- 2016 – Ja zakryvaju glaza (con Stas P'echa)
- 2017 – New (con Elena Vaenga)
- 2017 – Salma (con Dagamba)
- 2017 – Byt' sčastlivym (con Emin)
- 2017 – Bez vārdiem (con Jānis Stībelis)
- 2019 – Nāc dejot riņķa deju
- 2020 – Moj muz
- 2020 – Randevu
- 2020 – Vernisaž
- 2021 – Uvliubt na ulice Pikadilli (con Monatyk)

## Onorificenze
- 1996 – Lielā Mūzikas balva[1]
- 2018 – Ordine dell'Amicizia[2]
- 2019 – Certificato d'onore del presidente della Lettonia[3]

## Riconoscimenti
- 1987 – Gran Premio al concorso canzone Bratislavská lyra[1]
- 1993 – World Music Award[4]
- 2018 – Grammofono d'oro[5]